# Enrico Letta
Enrico Letta (n. 20 august 1966, Pisa, Toscana, Italia) este un om politic italian, membru al Parlamentului European în perioada 2004-2009 din partea Italiei, prim-ministrul al Italiei din 28 aprilie 2013 până la 22 februarie 2014.